# Tachys micros
Tachys micros är en skalbaggsart som först beskrevs av Fischer von Waldheim 1828.  Tachys micros ingår i släktet Tachys, och familjen jordlöpare. Arten har ej påträffats i Sverige.